# Elecciones presidenciales de Colombia de 2018
Las elecciones presidenciales de Colombia de 2018 se celebraron el domingo 27 de mayo de 2018, y como ningún candidato presidencial alcanzó más del 50 % de los votos válidamente emitidos, se realizó una segunda ronda electoral el domingo 17 de junio de 2018. Con un 53.98 % de los votos, Iván Duque Márquez fue elegido para un periodo de cuatro años, después de que la reelección presidencial fuese eliminada por el Congreso de la República en 2015.

## Legislación
Según la constitución de Colombia, pueden ejercer su derecho a sufragio los ciudadanos mayores de 18 años de edad que no hagan parte de la Fuerza Pública, no estén en un proceso de interdicción, y que no hayan sido condenados. Las personas que se encuentran en centros de reclusión, tales como cárceles o reformatorios, podrán votar en los establecimientos que determine la Registraduría Nacional. La inscripción en el registro civil no es automática, el ciudadano debe dirigirse a la sede regional de la Registraduría para inscribir su identificación personal en un puesto de votación.
La elección de presidente de la república se hace junto con la del vicepresidente, siendo este último su fórmula; la estadía en el cargo será de cuatro años sin posibilidad de reelección. El proceso de elección no se realizará simultáneamente con cualquier otro. La Constitución política en su artículo 191, establece que quien pretenda llegar al cargo debe ser colombiano de nacimiento y tener la nacionalidad, asimismo, ser mayor de treinta años. La primera vuelta se celebrará el último domingo de mayo, que para el 2018 será el día 27, y resultará ganador quien haya obtenido la mitad más uno de los votos. En caso de que ninguno de los aspirantes obtenga esta ponderación de los votos, los dos candidatos que en primera vuelta hayan obtenido la mayoría de los votos irán a la segunda vuelta; el ganador será quien logre la mayoría de los votos.
Los organismos encargados de velar administrativamente por el evento son la Registraduría Nacional del Estado Civil y el consejo Nacional Electoral.
El acto legislativo número 02 del 2015 decreta que el candidato presidencial que obtenga la segunda mayor votación obtendrá una curul en el Senado y su fórmula vicepresidencia obtendrá una curul en la Cámara de Representantes.

### Voto en blanco
De acuerdo con la sentencia C-490 de 2011 de la Corte Constitucional de Colombia, que declaró la exequibilidad de la Ley 1475 (Reforma Política), el voto en blanco es “una expresión política de disentimiento, abstención o inconformidad, con efectos políticos” y agrega que “el voto en blanco constituye una valiosa expresión del disenso a través del cual se promueve la protección de la libertad del elector. Como consecuencia de este reconocimiento la Constitución le adscribe una incidencia decisiva en procesos electorales orientados a proveer cargos unipersonales y de corporaciones públicas de elección popular”.
De acuerdo con el artículo 9 del Acto Legislativo 01 de 2009, en caso de victoria del voto en blanco, "Deberá repetirse por una sola vez la votación para elegir miembros de una corporación pública, gobernador, alcalde o la primera vuelta en las elecciones presidenciales, cuando el total de los votos válidos, los votos en blanco constituyan la mayoría. Tratándose de elecciones unipersonales no podrán presentarse los mismos candidatos, mientras que en las corporaciones públicas no se podrán presentar a las nuevas elecciones las listas que no hayan alcanzado el umbral". Según lo anterior, si en la repetición de las votaciones llegara a ganar nuevamente el voto en blanco, quedaría como ganador el candidato que alcanzó la mayoría de votos válidos en el certamen electoral. Por lo cual, se elegirá el segundo puesto en votos. La Corte Constitucional, en sentencia C-490 de 2011 declaró inexequible la norma de la Reforma Política que ordenaba repetir elecciones "cuando el voto en blanco obtenga más votos que el candidato o lista que haya sacado la mayor votación" y en consecuencia la mayoría necesaria para repetir la elección es mayoría absoluta, es decir el 50% más 1 de los votos válidos, y no mayoría simple.

## Antecedentes y definición de candidaturas
Finalmente aparecieron en el tarjetón electoral siete candidatos presidenciales con sus siete candidatos vicepresidenciales, y un grupo significativo de ciudadanos promotor del voto en blanco.

### Candidatura Coalición Colombia
En septiembre de 2017 se conformó la coalición entre Jorge Enrique Robledo del partido Polo Democrático, Claudia López de la Alianza Verde y Sergio Fajardo del Movimiento Compromiso Ciudadano. El tema central de esta coalición es la lucha contra la corrupción.
En diciembre de 2017, luego de analizar las últimas encuestas en las que Sergio Fajardo lideraba la intención de voto, Claudia López y Jorge Enrique Robledo, quienes defendían la idea de hacer una consulta para escoger candidato, renunciaron a sus candidaturas para apoyar a Sergio Fajardo como candidato único de la coalición.

### Candidatura Partido Liberal
El 19 de noviembre de 2017 se celebró la consulta liberal, en la que se eligió a Humberto de La Calle candidato presidencial del partido liberal colombiano.
|                      |         | Precandidato presidencial | Votos | Porcentaje |
| Humberto de La Calle | 365 658 | 49.11%                    |       |            |
| Juan Fernando Cristo | 324 777 | 43.62%                    |       |            |

### Candidatura Centro Democrático
El Partido Centro Democrático contó con cinco precandidatos, quienes se enfrentaron a tres rondas de encuestas, siendo eliminado tras las dos primeras el opinado con menos respaldo, y tras la última los dos menos respaldados.
La primera encuesta fue presentada el 28 de noviembre de 2017, la segunda el 5 de diciembre de 2017, y la tercera el 10 de diciembre de 2017, siendo seleccionado como candidato Iván Duque Márquez.
|                                |       | Precandidato presidencial | Encuesta | Encuesta | Encuesta |
| 1.ª                            | 2.ª   | Precandidato presidencial | 3.ª      |          |          |
| Iván Duque Márquez             | 20.5% | 20.7%                     | 29.5%    |          |          |
| Carlos Holmes Trujillo García  | 15.4% | 18.2%                     | 20.1%    |          |          |
| Rafael Nieto Loaiza            | 9%    | 16.3%                     | 20.1%    |          |          |
| Paloma Susana Valencia Laserna | 8.7%  | 15.6%                     | -        |          |          |
| María del Rosario Guerra       | 8.6%  | -                         | -        |          |          |

### Consultas interpartidistas
En enero de 2018 se inscribieron dos consultas interpartidistas con el fin de escoger dos candidatos únicos a la presidencia. Estas consultas se realizaron el 11 de marzo de 2018, el mismo día de las elecciones legislativas.

#### Gran consulta por Colombia
En esta consulta se escogió un candidato único entre los precandidatos Iván Duque del Partido Centro Democrático, Martha Lucía Ramírez del grupo significativo Por una Colombia Honesta y Fuerte, y Alejandro Ordóñez del grupo significativo La Patria de Pie. El candidato elegido fue Iván Duque.
| Alianza | Alianza                    | Partido                   | Partido              | Candidato/a | Votos     | %       |
| ------- | -------------------------- | ------------------------- | -------------------- | ----------- | --------- | ------- |
|         | Gran consulta por Colombia |                           | Centro Democrático   | Iván Duque  | 4 044 509 | 67.76 % |
|         | Gran consulta por Colombia | Colombia Honesta y Fuerte | Martha Lucía Ramírez | 1 538 882   | 25.78 %   |         |
|         | Gran consulta por Colombia | La Patria de Pie          | Alejandro Ordóñez    | 385 110     | 6.45 %    |         |

#### Consulta Inclusión social para la paz
En esta consulta se escogió un candidato único entre los precandidatos Gustavo Petro de la coalición del grupo significativo Colombia Humana y el movimiento MAIS, y Carlos Caicedo Omar del grupo significativo Fuerza Ciudadana. Inicialmente la precandidata Clara López hacía también parte de esta consulta, pero declinó para ser la fórmula a la vicepresidencia del candidato liberal Humberto de la Calle. El candidato elegido fue Gustavo Petro.
| Alianza | Alianza                               | Partido                                  | Partido         | Candidato/a          | Votos     | %       |
| ------- | ------------------------------------- | ---------------------------------------- | --------------- | -------------------- | --------- | ------- |
|         | Consulta Inclusión social para la paz |                                          | Colombia Humana | Gustavo Petro Urrego | 2 853 731 | 84.70 % |
|         | Consulta Inclusión social para la paz | Movimiento Alternativo Indígena y Social |                 | Gustavo Petro Urrego | 2 853 731 | 84.70 % |
|         | Consulta Inclusión social para la paz | Fuerza Ciudadana                         | Carlos Caicedo  | 515 309              | 15.29 %   |         |

## Candidatos
La siguiente es la lista de candidatos inscritos para primera vuelta presidencial.
|  | Partido y/o Coalición            | Partido y/o Coalición                                                                           | Fórmula presidencial | Fórmula presidencial                              | Cargos públicos | Fórmula vicepresidencial | Fórmula vicepresidencial                        | Cargos públicos |
|  |                                  | Colombia Humana Movimiento Alternativo Indígena y Social Lema: Gana la gente                    |                      | Gustavo Petro (58 años) Economista                | - Personero de Zipaquirá (1981-1984) - Concejal de Zipaquirá (1984-1986) - Representante a la Cámara por Cundinamarca (1991-1994) - Representante a la Cámara por Bogotá (1998-2006) - Senador de la República (2006-2010) - Candidato Presidencial (2010) - Alcalde de Bogotá (2012-2015) |                          | Ángela María Robledo (64 años) Psicóloga        | - Representante a la Cámara por Bogotá (2010-2018) |
|  | [[Centro Democrático]](Colombia) | Centro Democratico Partido MIRA Colombia Justa Libres Lema: El futuro es de todos               |                      | Iván Duque Márquez (42 años) Abogado              | - Senador de la República (2014-2018) |                          | Marta Lucía Ramírez (63 años) Abogada           | - Ministra de Comercio Exterior (1998-2002) - Ministra de Defensa (2002-2003) - Senadora de la República (2006-2009)                                                                                |
|  |                                  | Partido Liberal Alianza Social Independiente Lema: Yo soy De la Calle                           |                      | Humberto de La Calle (71 años) Abogado            | - Registrador Nacional (1982-1986) - Ministro de Gobierno (1991-1993) - Vicepresidente de la República (1994-1996) - Jefe del Equipo Negociador con las FARC-EP (2012-2016) |                          | Clara López (68 años) Abogada Economista        | - Concejal de Bogotá (1984-1986) - Auditora General de la República (2003-2005) - Secretaria de Gobierno de Bogotá (2008-2010) - Alcaldesa Mayor de Bogotá (2011) - Ministra de Trabajo (2016-2017) |
|  |                                  | Todos Somos Colombia Lema: Creemos, podemos, cambiemos                                          |                      | Jorge Antonio Trujillo (50 años) Pastor religioso | - Senador de la República (2009-2010) |                          | Fredy Obando Pinillo (42 años) Pastor religioso | - Ninguno |
|  |                                  | Alianza Verde Compromiso Ciudadano Polo Democrático Alternativo Lema: La fuerza de la esperanza |                      | Sergio Fajardo (61 años) Matemático               | - Alcalde de Medellín (2004-2007) - Gobernador de Antioquia (2012-2015) |                          | Claudia López Hernández (48 años) Politóloga    | - Senadora de la República (2014-2018) |
|  |                                  | Cambio Radical Partido Conservador Partido de la U Lema: Mejor Vargas Lleras                    |                      | Germán Vargas Lleras (56 años) Abogado            | - Concejal de Bojacá (1981-1983) - Concejal de Bogotá (1988-1998) - Senador de la República (1998-2009) - Ministro del Interior (2010-2012) - Ministro de Vivienda, Ciudad y Territorio (2012-2013) - Vicepresidente de la República (2014-2017)                                           |                          | Juan Carlos Pinzón (46 años) Economista         | - Ministro de Defensa (2011-2015) |

### Candidaturas declinadas
- La Fuerza Alternativa Revolucionaria del Común declinó su aspiración presidencial el 9 de marzo de 2018 debido a los problemas de salud de su candidato, Rodrigo Londoño.[14]
- El 16 de marzo de 2018, Juan Carlos Pinzón finalizó su campaña presidencial al aceptar ser la fórmula vicepresidencial de Germán Vargas Lleras.[15]
- Piedad Córdoba y su fórmula vicepresidencial Jaime Araújo Rentería, del grupo significativo de ciudadanos Poder Ciudadano Siglo XXI, retiraron su candidatura el 9 de abril de 2018.[16]
- Viviane Morales y su fórmula vicepresidencial Jorge Leyva Durán, del Partido Somos Región Colombia, retiraron su candidatura el 2 de mayo de 2018.[17][18] Posteriormente, Morales adhirió a la campaña de Iván Duque, mientras que Leyva se incorporó a la candidatura de Germán Vargas Lleras.[19]

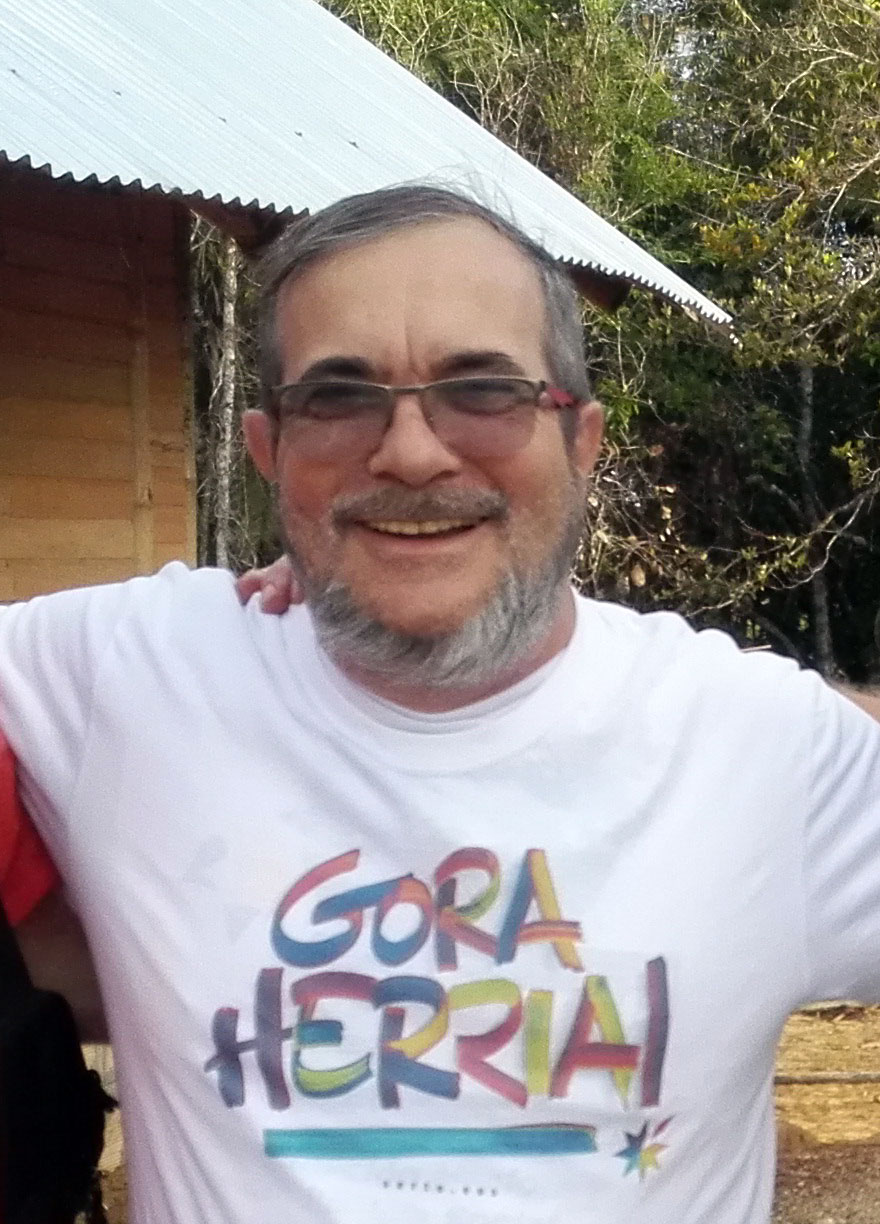
Rodrigo Londoño
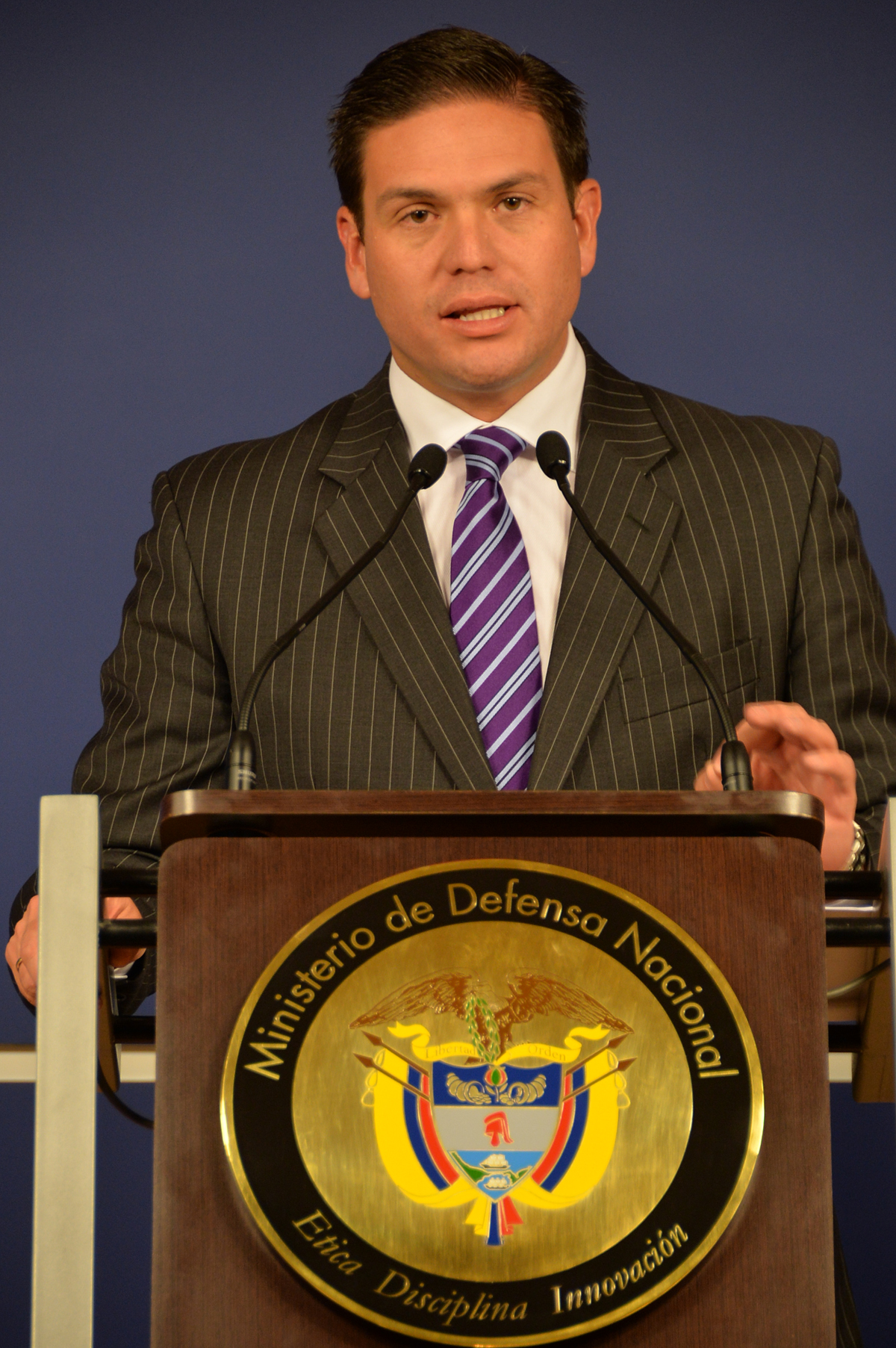
Juan Carlos Pinzón
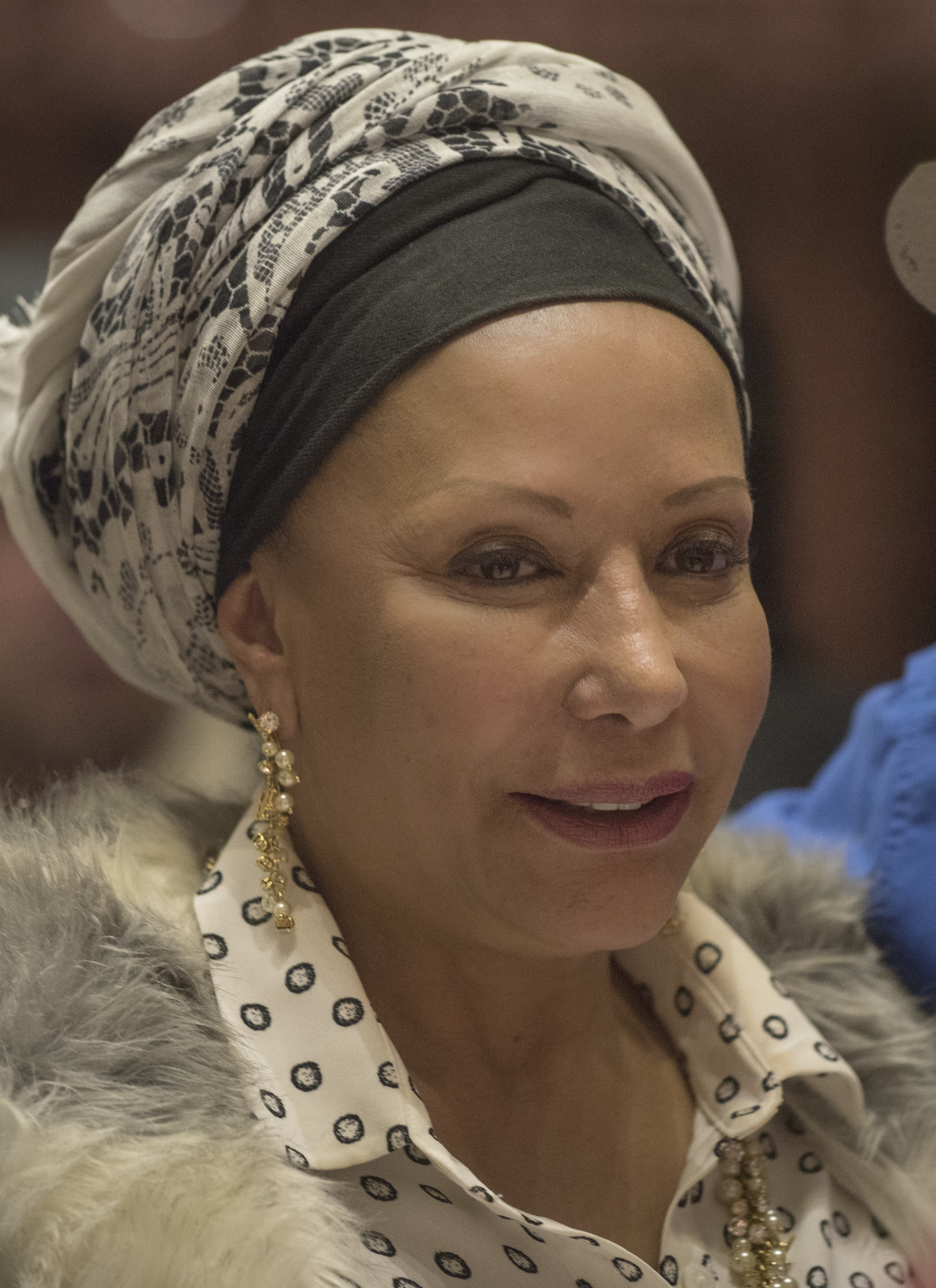
Piedad Córdoba
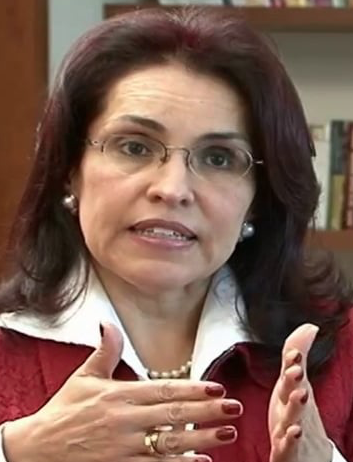
Viviane Morales

### Apoyos políticos

#### Primera vuelta

Fórmula más votada por municipio:
Iván Duque - Marta Lucía Ramírez
Gustavo Petro - Ángela María Robledo
Sergio Fajardo - Claudia López
Germán Vargas Lleras - Juan Carlos Pinzón

| Coalición                 | Partido | Candidato (partido)           |
| ------------------------- | --- | ----------------------------- |
| Gran Coalición por la Paz | Colombia Humana Movimiento Alternativo Indígena y Social Unión Patriótica G.S.C. Fuerza Ciudadana Partido Comunista                                            | Gustavo Petro (CH)            |
| Coalición Colombia        | Alianza Verde Movimiento Compromiso Ciudadano Polo Democrático Alternativo                                                                                     | Sergio Fajardo (MCC)          |
| Liberalismo Unido         | Partido Liberal Alianza Social Independiente G.S.C. Nuestro Partido es Colombia                                                                                | Humberto de la Calle (PL)     |
| Mejor Vargas Lleras       | Movimiento Mejor Vargas Lleras G.S.C. Ante Todo Colombia Partido Cambio Radical Partido Social de Unidad Nacional Partido Conservador Partido Opción Ciudadana | Germán Vargas Lleras (MMVL)   |
| Gran Alianza por Colombia | Centro Democrático G.S.C La Patria de Pie G.S.C Por una Colombia Honesta y Fuerte Marta Lucía Somos Región Colombia G.S.C. Colombia Justa Libres MIRA          | Iván Duque (CD)               |
| --                        | Movimiento Todos Somos Colombia | Jorge Antonio Trujillo (MTSC) |

#### Segunda Vuelta

Fórmula más votada por municipio:
Iván Duque - Marta Lucía Ramírez
Gustavo Petro - Ángela María Robledo

El excandidato Sergio Fajardo, líder del Movimiento Compromiso Ciudadano, anunció su voto en blanco de cara a la segunda vuelta. Lo mismo hizo el excandidato liberal Humberto de La Calle, a pesar de que su partido adhirió a la campaña de Iván Duque. El Polo Democrático Alternativo se unió a la campaña de Gustavo Petro, aunque un sector minoritario encabezado por el senador Jorge Robledo (MOIR) también se decantó por el voto en blanco. Las directivas de la Alianza Verde dejaron en libertad a sus militantes para que apoyaran a Gustavo Petro o votaran en blanco, pero consideraron inaceptable el apoyo a Iván Duque. El Movimiento Mejor Vargas Lleras y el Partido Cambio Radical enviaron el programa de su excandidato a Iván Duque, para que lo considerara en un futuro gobierno, aunque no hubo una adhesión oficial. El Partido de la U y la Alianza Social Independiente dejaron a sus electores en libertad para votar por la opción de su preferencia. El excandidato del Movimiento Todos Somos Colombia, Jorge Trujillo, señaló que votaría en blanco para segunda vuelta.
| Coalición                 | Partido | Candidato (partido) |
| ------------------------- | --- | ------------------- |
| Gran Coalición por la Paz | Colombia Humana Movimiento Alternativo Indígena y Social Unión Patriótica Fuerza Ciudadana Partido Comunista Polo Democrático Alternativo Alianza Verde G.S.C. Nuestro Partido es Colombia Fuerza Alternativa Revolucionaria del Común       | Gustavo Petro (CH)  |
| Gran Alianza por Colombia | Centro Democrático G.S.C La Patria de Pie G.S.C Por una Colombia Honesta y Fuerte Marta Lucía Somos Región Colombia G.S.C. Colombia Justa Libres MIRA Partido Conservador Partido Liberal G.S.C. Ante Todo Colombia Partido Opción Ciudadana | Iván Duque (CD)     |

## Debates

### Regionales
| Región, Lugar y Fecha                                                        | Candidatos asistentes                                                                       | Modalidad | Metodología | Organizadores |
| ---------------------------------------------------------------------------- | ------------------------------------------------------------------------------------------- | --- | --- | --- |
| Antioquia Medellín 3 de abril 8:30 p. m.                                     | - Gustavo Petro - Germán Vargas Lleras - Sergio Fajardo - Iván Duque                        | En estudio cerrado (estudio de Teleantioquia), moderación sin público.                                                                    | - Primer segmento: Preguntas sorteadas sobre temas preestablecidos por los organizadores dirigidas a un solo candidato, con contrapreguntas e intervenciones de otros candidatos. - Segundo segmento: Mismas preguntas para todos los candidatos sobre temas de la región. - Tercer segmento: Preguntas cerradas con respuestas "sí o no". | - Revista Semana - Teleantioquia |
| Caribe Barranquilla 5 de abril 9:00 a. m.                                    | - Germán Vargas Lleras - Gustavo Petro - Humberto de la Calle - Iván Duque - Sergio Fajardo | En espacio unversitario cerrado (Coliseo Los Fundadores de la Universidad del Norte), moderación con público sin derecho a intervenciones | - Primer segmento: Presentación personal de cada candidato. - Segundo segmento: Mismas preguntas realizadas por los organizadores y por ciudadanos (pregrabadas) para todos los candidatos con énfasis en la región, con derecho a réplica. - Tercer segmento: Cada candidato realiza una pregunta al candidato que desee, con derecho a réplica y contrarréplica. | - Periódico El Heraldo - Universidad del Norte - Cámara de Comercio de Barranquilla - Andi - Amcham Colombia - Probarranquilla |
| Pacífico Buenaventura 11 de abril 10:30 a. m.                                | - Germán Vargas Lleras - Gustavo Petro - Humberto de la Calle - Sergio Fajardo              | En espacio cerrado (auditorio de la Sociedad Portuaria de Buenaventura), moderación con público sin derecho a intervenciones.             | - Primer segmento: Se realizan 12 preguntas (ocho preguntas generales sobre el Pacífico y cuatro sobre problemas específicos sobre el Pacífico). Por sorteo se le asigna a un candidato una de las preguntas. Los otros candidatos tienen derecho a comentario o réplica; el candidato preguntado puede contrarreplicar. Los moderadores también pueden hacer preguntas sobre las respuestas de los candidatos. - Segundo segmento: Preguntas hechas por personajes del Pacífico. - Tercer segmento: Cada candidato realiza una pregunta al candidato que desee, con derecho a réplica y contrarréplica. - Cuarto segmento: Pregunta sorpresa para todos los candidatos. | - El País - Telepacífico - Caracol Radio - Red Más Noticias - Cámara de Comercio de Buenaventura |
| Eje Cafetero Manizales 18 de abril 11:00 a. m. (se realizó a las 2:00 p. m.) | - Germán Vargas Lleras - Iván Duque - Gustavo Petro - Humberto de la Calle                  | En espacio cerrado (inicialmente en el Teatro Los Fundadores; se hizo en un auditorio incógnito, a puerta cerrada).                       | - Debido al cambio de formato, el debate se dio como un conversatorio en el que se abordaba un tema y todos los candidatos debatían. - Primer segmento: Cada candidato se le hacían preguntas sobre temas diversos a nivel nacional y regional. - Segundo segmento: Cada candidato debe explicar las potencialidades de la región. - Tercer segmento: Cada candidato debe resaltar algo de otro candidato. | - La Patria - Caracol Radio - RCN Radio - Cámara de Comercio de Manizales por Caldas - Teatro Los Fundadores - Comité Intergremial de Caldas - Manizales Cómo Vamos - Corporación Cívica por Caldas - Alianza Suma (Sistema Universitario de Manizales) - Telecafé |
| Capital Bogotá 8 de mayo 8:00 p. m.                                          | - Germán Vargas Lleras - Gustavo Petro - Iván Duque - Humberto De La Calle                  | En estudio cerrado (estudio de Canal Capital), moderación sin público.                                                                    | - Primer segmento: Cada candidato realiza una pregunta al candidato asignado, con derecho a réplica y contrarréplica. - Segundo segmento: Mismas preguntas para todos los candidatos sobre temas de la ciudad. - Tercer segmento: Cada candidato debe responder tres preguntas de conocimiento general sobre la ciudad. - Cuarto segmento: Cada candidato presenta la primera política que llevaría a cabo en relación con Bogotá. | - Canal Capital - Consejo de Bogotá - El Espectador - Fescol - Cuso International - Semana - Pulso - Kienyke |

#### Debate Antioquia
En términos generales fue un debate sin ataques entre los candidatos. Los temas que se tocaron fueron el orden público, la corrupción, la migración venezolana, los acuerdos de paz con las FARC y los derechos de las parejas LGBT. En cuanto a lo regional, se abordó el tema de infraestructura con respecto a la creación del Ferrocarril de Antioquia, conectividad regional y desarrollo turístico.

#### Debate Caribe
El debate Caribe se caracterizó por estar lleno de descalificaciones y confrontaciones entre los candidatos, en el que incluso hubo incidentes en el público entre seguidores de diferentes candidatos en medio de aplausos y abucheos. La lucha contra la corrupción, el proceso de paz con las FARC, el medio ambiente y las relaciones con Venezuela fueron los temas más importantes que se abordaron en el debate. En cuanto a lo regional, se tocó el tema de la intervención a Electricaribe - operador que surte de energía a la región - y las decisiones que adoptarían los candidatos para resolver el problema energético.

#### Debate Pacífico
El Debate Pacífico tuvo como puntos importantes las fallas en salud, los estragos de la minería ilegal, la educación, las disidencias de las Farc, los cultivos ilícitos, la lucha contra la corrupción, la infraestructura, la cultura, el racismo y el buen aprovechamiento de la biodiversidad. Los candidatos Humberto de La Calle y Germán Vargas Lleras aprovecharon las preguntas libres para dirigirlas al candidato ausente, Iván Duque.

#### Debate Eje Cafetero
Tras la cancelación del gran debate presidencial del Eje Cafetero por disturbios que impidieron el ingreso de algunos candidatos al Teatro Los Fundadores de Manizales, Iván Duque, Humberto de La Calle, Gustavo Petro y Germán Vargas Lleras lograron reunirse a las 2:00 de la tarde en un auditorio de la ciudad que la organización decidió no hacer público para llevar a cabo un conversatorio a puerta cerrada y exponer sus ideas. Los temas más importantes que se tomaron fueron la industria del café y el turismo.

### Nacionales
| Lugar y Fecha                 | Candidatos asistentes                                                                                         | Modalidad                                                                                            | Metodología | Organizadores |
| ----------------------------- | --- | --- | ----------- | --- |
| Bogotá 19 de abril 7:00 p. m. | - Germán Vargas Lleras - Gustavo Petro - Humberto de la Calle - Iván Duque - Sergio Fajardo - Viviane Morales | En espacio cerrado (estudio del Canal RCN), moderación con público sin derecho a intervenciones.     | -           | - Noticias RCN - NTN 24 - Fenalco - Instituto Concordia - Instituto de Ciencia Política Hernán Echavarría Olózaga |
| Bogotá 24 de mayo 8:00 p. m.  | - Germán Vargas Lleras - Gustavo Petro - Humberto de la Calle - Iván Duque - Sergio Fajardo                   | En espacio cerrado (estudio de City TV), moderación sin público.                                     | -           | - El Tiempo - City TV - W Radio                                                                                   |
| Bogotá 25 de mayo 9:00 p. m.  | - Germán Vargas Lleras - Gustavo Petro - Humberto de la Calle - Iván Duque - Sergio Fajardo                   | En espacio cerrado (estudio del Canal Caracol), moderación con público sin derecho a intervenciones. | -           | - Noticias Caracol                                                                                                |

## Encuestas

### Primera vuelta

#### 2017
| Firma encuestadora                                                                                                   | Fecha de publicación de encuesta | Tamaño de muestra | Candidato         | Candidato            | Candidato     | Candidato   | Candidato        | Candidato            | Candidato     | Candidato            | Candidato          | Candidato             | Candidato         | Candidato          | Candidato          | Candidato           | Candidato      | Candidato      | Candidato | Candidato | Candidato | Margen de error | Fuente                        |
| Firma encuestadora                                                                                                   | Fecha de publicación de encuesta | Tamaño de muestra | Alejandro Ordóñez | Antonio Navarro Wolf | Claudia López | Clara López | Francisco Santos | German Vargas Lleras | Gustavo Petro | Humberto de La Calle | Iván Duque Márquez | Jorge Enrique Robledo | Juan Manuel Galán | Juan Carlos Pinzon | Luis Alfredo Ramos | Marta Lucia Ramirez | Piedad Córdoba | Sergio Fajardo | Otros     | Blanco    | NS/NR     | Margen de error | Fuente                        |
| Invamer | 2017-05-22                       | 1200              | 4.9%              | -                    | 6.0%          | 8.4%        | -                | 21.5%                | 14.2%         | 5.4%                 | -                  | 4.0%                  | -                 | 2.4%               | 7.7%               | 6.5%                | 2.8%           | 10.0%          | -         | 6.3%      | -         | 3.6%            | Caracol TV, Blu Radio, Semana |
| Cifras y Conceptos (enlace roto disponible en Internet Archive; véase el historial, la primera versión y la última). | 2017-05-22                       | 1769              | 6%                | -                    | 11%           | 6%          | -                | 14%                  | 13%           | 4%                   | 2%                 | 4%                    | 4%                | -                  | -                  | 3%                  | -              | 5%             | 6%        | -         | 22%       | 5%              | Caracol Radio, Red+ Noticias  |
| Datexco | 2017-05-26                       | 900               | 1.1%              | -                    | 3.6%          | 5.9%        | 1.1%             | 16.5%                | 7.6%          | 1.5%                 | 0.9%               | 2.4%                  | 4.1%              | 1.2%               | 1.6%               | 2.6%                | 1.9%           | 12.1%          | 4.2%      | -         | 31.3%     | 3.27%           | El Tiempo, W Radio            |
| EcoAnalitica Archivado el 7 de octubre de 2017 en Wayback Machine.                                                   | 2017-07-17                       | 1285              | -                 | -                    | 15.8%         | -           | -                | 15.1%                | 14.2%         | 3.1%                 | 17.4%              | 7.2%                  | -                 | 0.9%               | -                  | 2.5%                | -              | 8.8%           | -         | 8.2%      | 6.8%      | 3%              | Guarumo                       |
| Datexco | 2017-08-02                       | 900               | 0.6%              | 2.2%                 | 4.9%          | 6.7%        | 2.1%             | 5.3%                 | 14.3%         | 2.5%                 | 0.4%               | 2.9%                  | 4.9%              | 2.2%               | 1.1%               | 2.5%                | 1.8%           | 10.3%          | 4.1%      | -         | 31.4%     | 3.27%           | El Tiempo, W Radio            |
| Cifras y Conceptos Archivado el 7 de octubre de 2017 en Wayback Machine.                                             | 2017-08-03                       | 1800              | 6%                | 1%                   | 10%           | 7%          | -                | 13%                  | 13%           | 3%                   | 2%                 | 4%                    | 5%                | 2%                 | 1%                 | 1%                  | -              | 8%             | 6%        | -         | 17%       | 5%              | Caracol Radio, Red+ Noticias  |
| Datexco (enlace roto disponible en Internet Archive; véase el historial, la primera versión y la última).            | 2017-09-07                       | 900               | 2.1%              | 1.9%                 | 5.3%          | 8.3%        | -                | 6.7%                 | 11.2%         | 3.4%                 | 1.3%               | 2.5%                  | 5.6%              | 1.7%               | 1.5%               | 2.7%                | 1.3%           | 9.6%           | 5%        | -         | 29.9      | 3.27%           | El Tiempo, W Radio            |
| EcoAnalitica Archivado el 8 de octubre de 2017 en Wayback Machine.                                                   | 2017-09-08                       | 1657              | 2.0%              | 1.8%                 | 9.0%          | 3.3%        | -                | 8.3%                 | 10.1%         | 3.9%                 | 7.8%               | 3.7%                  | 2.2%              | 1.6%               | 2.5%               | 2.1%                | 0.5%           | 6.9%           | 7.4%      | 20.7%     | 6.2%      | 2.6%            | Guarumo                       |
| YanHaas | 2017-09-16                       | 1250              | 3%                | 3%                   | 6%            | 3%          | 2%               | 11%                  | 9%            | 2%                   | 1%                 | 2%                    | 4%                | 1%                 | 1%                 | 2%                  | 2%             | 7%             | 4.8%      | 23%       | 13%       | 3.3%            | RCN                           |
| Invamer | 2017-09-28                       | 1200              | 3.1%              | -                    | 11.2%         | 3.2%        | -                | 12.5%                | 10.4%         | 8.3%                 | 6.9%               | 5.3%                  | 8.8%              | 1.2%               | -                  | 4.6%                | 1.4%           | 21.0%          | -         | 2.1%      | 8.2%      | 3%              | Caracol TV, Blu Radio, Semana |
| Cifras y Conceptos Archivado el 7 de diciembre de 2017 en Wayback Machine.                                           | 2017-11-26                       | 1795              | 2%                | -                    | 7%            | 5%          | -                | 14%                  | 17%           | 10%                  | 2%                 | 3%                    | -                 | 1%                 | -                  | 2%                  | 1%             | 15%            | 1%        | -         | 14%       | 4,5%            | Caracol Radio, Red+ Noticias  |
| Invamer | 2017-12-07                       | 1200              | 1.2%              | -                    | 6.9%          | 2.9%        | -                | 12%                  | 14.3%         | 9.1%                 | 8.4%               | 2%                    | 3.6%              | 0.9%               | -                  | 8.7%                | 2.2%           | 18.7%          | 2.1%      | 6%        | 14%       | 9.6%            | Caracol TV, Blu Radio, Semana |
| Centro Nacional de Consultoria                                                                                       | 2017-12-19                       | 11018             | -                 | -                    | -             | 6%          | -                | 10%                  | 17%           | 9%                   | 9%                 | -                     | -                 | 3%                 | -                  | -                   | -              | 26%            | 9%        | 5%        | 6%        | 3.1%            | Noticiero CM&                 |
| Centro Nacional de Consultoria                                                                                       | 2017-12-19                       | 11018             | -                 | -                    | -             | 8%          | -                | 13%                  | 18%           | 11%                  | -                  | -                     | -                 | 4%                 | -                  | 7%                  | -              | 25%            | 8%        | 4%        | 2%        | 3.1%            | Noticiero CM&                 |
| YanHaas | 2017-12-21                       | 1276              | 2%                | -                    | -             | 4%          | -                | 7%                   | 13%           | 5%                   | 6%                 | -                     | -                 | 1%                 | -                  | 4%                  | 1%             | 15%            | 2.4%      | 29%       | 8%        | 2%              | RCN                           |

#### 2018
| Firma encuestadora                                                                    | Fecha de publicación de encuesta | Tamaño de muestra | Candidato         | Candidato   | Candidato            | Candidato     | Candidato            | Candidato          | Candidato          | Candidato           | Candidato      | Candidato      | Candidato       | Candidato       | Candidato | Candidato | Candidato | Margen de error | Fuente                        |
| Firma encuestadora                                                                    | Fecha de publicación de encuesta | Tamaño de muestra | Alejandro Ordóñez | Clara López | German Vargas Lleras | Gustavo Petro | Humberto de La Calle | Iván Duque Márquez | Juan Carlos Pinzon | Marta Lucia Ramirez | Piedad Córdoba | Sergio Fajardo | Viviane Morales | Rodrigo Londoño | Otros     | Blanco    | NS/NR     | Margen de error | Fuente                        |
| Guarumo                                                                               | 2018-02-02                       | 2187              | 2.5%              | 3.2%        | 8.4%                 | 12.5%         | 6.5%                 | 12.2%              | 1.7%               | 5.8%                | 0.9%           | 14.6%          | -               | 1.6%            | 1.6%      | 6%        | 16.3%     | 4%              | El Tiempo, W Radio            |
| YanHaas                                                                               | 2018-02-02                       | 1251              | 3%                | 3%          | 8%                   | 13%           | 4%                   | 6%                 | 2%                 | 2%                  | 1%             | 14%            | 1%              | 1%              | 2%        | 6%        | 30%       | 2.2%            | RCN                           |
| Invamer                                                                               | 2018-02-02                       | 1200              | -                 | 4.2%        | 15.6%                | 23.5%         | 11%                  | 9.2%               | 3.4%               | -                   | 1.7%           | 20.2%          | 2.2%            | 1.6%            | -         | 6.7%      | -         | 3 %             | Caracol TV, Blu Radio, Semana |
| Cifras y Conceptos Archivado el 4 de marzo de 2018 en Wayback Machine.                | 2018-02-02                       | 2813              | 3%                | 4%          | 10%                  | 16%           | 5%                   | 8%                 | 1%                 | 5%                  | 1%             | 19%            | -               | 1%              | 4%        | 7%        | 16%       | 4.6 %           | Caracol Radio, Red+ Noticias  |
| Centro Nacional de Consultoría Archivado el 11 de febrero de 2018 en Wayback Machine. | 2018-02-08                       | 1187              | 1%                | -           | 10%                  | 23%           | 5%                   | 8%                 | 2%                 | 6%                  | 2%             | 18%            | 1%              | 1%              | 1%        | 22%       | -         | 3.6%            | Noticiero CM&                 |
| Centro Nacional de Consultoría                                                        | 2018-02-22                       | 1175              | 2%                | -           | 8%                   | 22%           | 5%                   | 15%                | 2%                 | 6%                  | 1%             | 16%            | 2%              | 0%              | 1%        | 20%       | -         | 3.8%            | Noticiero CM&                 |
| Centro Estratégico Latinoamericano de Geopolítica                                     | 2018-02-28                       | 1200              | -                 | 5.6%        | 13.5%                | 19%           | 7.3%                 | 6.2%               | -                  | 8.4%                | 5%             | 24%            | -               | -               | 3.5%      | 7.5%      | -         | 1% - 2.8%       | -                             |
| Cifras y Conceptos Archivado el 4 de marzo de 2018 en Wayback Machine.                | 2018-03-01                       | 2960              | 3%                | -           | 8%                   | 22%           | 4%                   | 22%                | 1%                 | 6%                  | 1%             | 11%            | 2%              | 1%              | 1%        | 2%        | 6%        | 4.5%            | Caracol Radio, Red+ Noticias  |
| Guarumo                                                                               | 2018-03-04                       | 3425              | 1.5%              | -           | 6.3%                 | 23.1%         | 4.1%                 | 23.6%              | 1%                 | 5.7%                | 0.3%           | 8.1%           | 0.8%            | 0.3%            | 1.5%      | 13.2%     | 10.5%     | 2.7%            | El Tiempo, W Radio            |
| Centro Nacional de Consultoría Archivado el 10 de marzo de 2018 en Wayback Machine.   | 2018-03-08                       | 1192              | 3%                | -           | 7%                   | 21%           | 4%                   | 18%                | 1%                 | 11%                 | 1%             | 12%            | 2%              | 1%              | 1%        | 18%       | -         | 3.6%            | Noticiero CM&                 |
| YanHaas                                                                               | 2018-03-20                       | 1250              | -                 | -           | 6%                   | 24%           | 2%                   | 40%                | -                  | -                   | 1%             | 9%             | 1%              | -               | -         | 13%       | 5%        | 2.8%            | RCN                           |
| Centro Nacional de Consultoría                                                        | 2018-03-22                       | 1213              | -                 | -           | 6%                   | 26%           | 2%                   | 42%                | -                  | -                   | 1%             | 13%            | 3%              | -               | -         | 8%        | -         | 3.4%            | Noticiero CM&                 |
| Invamer                                                                               | 2018-03-23                       | 1200              | -                 | -           | 6.3%                 | 26.7%         | 5%                   | 45.9%              | -                  | -                   | 0.6%           | 10.7%          | 2.5%            | -               | -         | 11.9%     | 5.8%      | 3%              | Caracol TV, Blu Radio, Semana |
| Guarumo                                                                               | 2018-03-25                       | 2769              | -                 | -           | 6.9%                 | 22%           | 5.7%                 | 35.4%              | -                  | -                   | 0.4%           | 10.4%          | 1.5%            | -               | -         | 13.2%     | 10.5%     | 2.5%            | El Tiempo, W Radio            |
| Centro Estratégico Latinoamericano de Geopolítica                                     | 2018-04-01                       | 1200              | -                 | -           | 10.6%                | 22.9%         | 5.6%                 | 25.3%              | -                  | -                   | 1.8%           | 17.6%          | 1.8%            | -               | 0.4%      | 9.2%      | 4.8%      | 2.8%            | -                             |
| Centro Nacional de Consultoría                                                        | 2018-04-03                       | 1203              | -                 | -           | 6%                   | 22%           | 4%                   | 36%                | -                  | -                   | 1%             | 17%            | 3%              | -               | 11%       | -         | -         | 3.4%            | Noticiero CM&                 |
| Datexco                                                                               | 2018-04-09                       | 900               | -                 | -           | 6.1%                 | 33.4%         | 1.6%                 | 42.2%              | -                  | -                   | 0.0%           | 6.8%           | 1.7%            | -               | 0.2%      | 7.3%      |           | 3.27%           | W Radio                       |
| Cifras y Conceptos Archivado el 12 de abril de 2018 en Wayback Machine.               | 2018-04-11                       | 2916              | -                 | -           | 10.7%                | 24.6%         | 3.1%                 | 35.4%              | -                  | -                   | 0.4%           | 9.9%           | 1.0%            | -               | 4.5%      | 10%       | -         | 4.5%            | caracol Radio, Red+ Noticias  |
| Centro Nacional de Consultoría                                                        | 2018-04-18                       | 1216              | -                 | -           | 8%                   | 29%           | 3%                   | 37%                | -                  | -                   | -              | 15%            | 2%              | -               | -         | 6%        | -         | 3.3%            | Noticiero CM&                 |
| Guarumo                                                                               | 2018-04-22                       | 2688              | -                 | -           | 7.4%                 | 26.3%         | 3.4%                 | 36.6%              | -                  | -                   | -              | 12.8%          | 0.8%            | -               | -         | 4.9%      | 7.3%      | 2.5%            | El Tiempo, W Radio            |
| YanHaas                                                                               | 2018-04-25                       | 1247              | -                 | -           | 7%                   | 28%           | 3%                   | 38%                | -                  | -                   | -              | 11%            | 2%              | -               | -         | 7%        | 4%        | 3.0%            | RCN                           |
| Invamer                                                                               | 2018-04-27                       | 1200              | -                 | -           | 7.9%                 | 31%           | 2.5%                 | 41.3%              | -                  | -                   | -              | 13.3%          | 2%              | -               | -         | 1.9%      | -         | 3%              | caracol TV, Blu Radio, Semana |
| Centro Estratégico Latinoamericano de Geopolítica                                     | 2018-05-02                       | 2500              | -                 | -           | 6%                   | 30.1%         | 2.6%                 | 34%                | -                  | -                   | -              | 14.2%          | 0.8%            | -               | 0%        | 7.2%      | 5%        | 1-2%            | -                             |
| Centro Nacional de Consultoría                                                        | 2018-05-03                       | 1199              | -                 | -           | 7%                   | 25%           | 4%                   | 38%                | -                  | -                   | -              | 17%            | 2%              | -               | -         | 7%        | -         | 3.3%            | Noticiero CM&                 |
| Cifras y Conceptos                                                                    | 2018-05-10                       | 2977              | -                 | -           | 13.2%                | 22.5%         | 3%                   | 34%                | -                  | -                   | -              | 13.8%          | -               | -               | 0.8%      | 6.8%      | 5.9%      | 4.5%            | Caracol Radio, Red+ Noticias  |
| Mosqueteros                                                                           | 2018-05-17                       | 2147              | -                 | -           | 16.4%                | 25.3%         | 3.7%                 | 35.7%              | -                  | -                   | -              | 14.2%          | -               | -               | 0.4%      | 4.3%      | -         | 2.16%           | -                             |
| YanHaas                                                                               | 2018-05-17                       | 1249              | -                 | -           | 6%                   | 26%           | 3%                   | 35%                | -                  | -                   | -              | 14%            | 1%              | -               | 0.4%      | 8%        | 7%        | 3.2%            | RCN                           |
| Centro Nacional de Consultoría                                                        | 2018-05-17                       | 1156              | -                 | -           | 10%                  | 27%           | 4%                   | 36%                | -                  | -                   | -              | 18%            | -               | -               | -         | 5%        | -         | 2.9%            | Noticiero CM&                 |
| Datexco                                                                               | 2018-05-18                       | 1800              | -                 | -           | 6.2%                 | 31.8%         | 2.1%                 | 36.4%              | -                  | -                   | -              | 16%            | -               | -               | 0.6%      | 6.9%      | -         | 2.31%           | W Radio                       |
| Cifras y Conceptos                                                                    | 2018-05-18                       | 3467              | -                 | -           | 14.3%                | 24%           | 3.5%                 | 35%                | -                  | -                   | -              | 16%            | -               | -               | 1.8%      | 5.4%      | -         | 3.6%            | Caracol Radio, Red+ Noticias  |
| Guarumo                                                                               | 2018-05-18                       | 3912              | -                 | -           | 11%                  | 24.2%         | 2.3%                 | 37.6%              | -                  | -                   | -              | 16%            | -               | -               | 0.8%      | 5.8%      | 2.3%      | 2.4%            | El Tiempo, W Radio            |
| Invamer                                                                               | 2018-05-18                       | 1200              | -                 | -           | 6.6%                 | 29.5%         | 1.9%                 | 41.5%              | -                  | -                   | -              | 16.3%          | 0.2%            | -               | 0.8%      | 3.3%      | -         | 2.83%           | Caracol TV, Blu Radio, Semana |

### Segunda Vuelta
| Firma encuestadora | Fecha de publicación de encuesta | Tamaño de muestra | Candidato     | Candidato          | Candidato | Candidato | Margen de error | Fuente                        |
| Firma encuestadora | Fecha de publicación de encuesta | Tamaño de muestra | Gustavo Petro | Iván Duque Márquez | Blanco    | NS/NR     | Margen de error | Fuente                        |
| Centro Nacional de Consultoría                                                                                                   | 2018-05-31                       | 1323              | 35%           | 55%                | 10%       | -         | 3.05%           | Noticiero CM&                 |
| YanHaas | 2018-06-05                       | 1251              | 34%           | 52%                | 14%       | -         | 3.2%            | RCN, La FM, El Colombiano     |
| Mosqueteros | 2018-06-07                       | 2147              | 38.3%         | 50.2%              | 11.5%     | -         | 2.17%           | JPG, MSM, Yamil Cure Ruíz     |
| Invamer | 2018-06-07                       | 1200              | 37.3%         | 57.2%              | 5.5%      | -         | 2.83%           | Caracol TV, Blu Radio, Semana |
| Datexco | 2018-06-08                       | 1993              | 40.2%         | 46.2%              | 13.6%     | -         | 2.31%           | W Radio                       |
| Cifras & Conceptos | 2018-06-08                       | 1983              | 36.4%         | 45.3%              | 18.3%     | -         | 4.8%            | Caracol Radio, RED+ Noticias  |
| Centro Nacional de Consultoría (enlace roto disponible en Internet Archive; véase el historial, la primera versión y la última). | 2018-06-09                       | 1591              | 38%           | 51%                | 11%       | -         | 2.8%            | Noticiero CM&                 |
| Guarumo | 2018-06-10                       | 3955              | 36%           | 52.5%              | 11.5%     | -         | 2.1%            | El Tiempo, W Radio            |
| Centro Estratégico Latinoamericano de Geopolítica                                                                                | 2018-06-10                       | 2063              | 40%           | 45.5%              | 7.7%      | 6.8%      | 1.3%-2.2%       | -                             |

## Modelos de pronóstico
La firma Cifras & Conceptos elaboró una serie de modelos de pronóstico teniendo en cuenta las encuestas de opinión y las estructuras partidistas que apoyan a cada candidato. Los resultados fueron los siguientes:
| Fecha      | Candidatos           | Candidatos           | Candidatos    | Candidatos    | Candidatos           | Candidatos           | Candidatos         | Candidatos         | Candidatos     | Candidatos     | Candidatos      | Candidatos      | Candidatos | Candidatos |
| Fecha      | German Vargas Lleras | German Vargas Lleras | Gustavo Petro | Gustavo Petro | Humberto de La Calle | Humberto de La Calle | Iván Duque Márquez | Iván Duque Márquez | Sergio Fajardo | Sergio Fajardo | Viviane Morales | Viviane Morales | Blanco     | Blanco     |
| Fecha      | Mínimo               | Máximo               | Mínimo        | Máximo        | Mínimo               | Máximo               | Mínimo             | Máximo             | Mínimo         | Máximo         | Mínimo          | Máximo          | Mínimo     | Máximo     |
| ---------- | -------------------- | -------------------- | ------------- | ------------- | -------------------- | -------------------- | ------------------ | ------------------ | -------------- | -------------- | --------------- | --------------- | ---------- | ---------- |
| 2018-04-04 | 18.2%                | 21.0%                | 15.7%         | 17.4%         | 5.9%                 | 6.3%                 | 37.2%              | 37.7%              | 12.8%          | 13.3%          | 2.5%            | 2.6%            | 5.3%       | 10.7%      |
| 2018-04-17 | 20.9%                | 23.8%                | 17.0%         | 18.9%         | 4.8%                 | 5.1%                 | 35.6%              | 36.4%              | 12.3%          | 12.4%          | 2.2%            | 2.4%            | 3.5%       | 6.9%       |
| 2018-05-02 | 20.8%                | 24.1%                | 18.3%         | 21.6%         | 3.3%                 | 5.1%                 | 33.7%              | 37.9%              | 11.3%          | 14.2%          | -               | -               | 3.1%       | 4.4%       |
| 2018-05-15 | 20.3%                | 23.5%                | 16.8%         | 19.9%         | 3.4%                 | 5.0%                 | 32.9%              | 36.9%              | 12.6%          | 15.5%          | -               | -               | 4.6%       | 6.2%       |

## Resultados

### Primera vuelta
|  | 39.36 % |

|  | 25.09 % |

|  | 23.78 % |

|  | 7.30 % |

|  | 2.05 % |

|  | 0.34 % |

|  | 0.19 % |

|  | 0.16 % |

|  | 1.75 % |

#### Por departamento
| Amazonas                        | 7 104     | 38.96% | 5 931     | 32.53% | 2 692     | 14.77% | 1 308   | 7.17%  | 739    | 4.05%  | 299    | 1.64% | 18 424    | 39.56% |
| Antioquia                       | 1 375 965 | 53.43% | 237 206   | 9.21%  | 732 993   | 28.46% | 99 182  | 3.85%  | 59 136 | 2.30%  | 55 261 | 2.14% | 2 615 238 | 55.38% |
| Arauca                          | 49 721    | 56.70% | 17 814    | 20.45% | 12 099    | 13.81% | 3 343   | 3.82%  | 1 561  | 1.82%  | 2 120  | 2.43% | 89 387    | 47.75% |
| Atlántico                       | 236 291   | 27.40% | 331 979   | 38.50% | 86 335    | 10.01% | 173 129 | 20.08% | 16 375 | 1.90%  | 12 459 | 1.44% | 872 446   | 46.69% |
| Bogotá                          | 989 744   | 26.92% | 1 099 955 | 29.92% | 1 244 477 | 33.85% | 172 684 | 4.70%  | 93 401 | 2.54%  | 55 785 | 1.51% | 3 705 960 | 64.98% |
| Bolívar                         | 258 540   | 40.61% | 242 471   | 38.33% | 55 731    | 8.77%  | 52 686  | 8.24%  | 10 185 | 1.62%  | 8 316  | 1.31% | 638 736   | 41.19% |
| Boyacá                          | 227 676   | 40.81% | 122 767   | 22.24% | 148 357   | 26.83% | 30 030  | 5.43%  | 10 561 | 1.93%  | 9 455  | 1.71% | 561 691   | 59.46% |
| Caldas                          | 191 910   | 42.91% | 34 788    | 7.81%  | 162 448   | 36.35% | 30 906  | 6.93%  | 14 388 | 3.22%  | 7 854  | 1.76% | 455 595   | 58.19% |
| Caquetá                         | 67 884    | 52.23% | 29 965    | 23.05% | 21 157    | 16.28% | 3 497   | 2.69%  | 2 675  | 2.05%  | 2 254  | 2.50% | 132 610   | 46.27% |
| Casanare                        | 107 131   | 60.25% | 23 130    | 13.00% | 38 047    | 21.39% | 3 445   | 1.93%  | 1 473  | 0.82%  | 2 895  | 1.62% | 180 946   | 65.52% |
| Cauca                           | 107 141   | 22.84% | 230 919   | 49.24% | 60 891    | 12.98% | 42 032  | 8.96%  | 13 128 | 2.79%  | 9 878  | 2.10% | 481 620   | 50.48% |
| Cesar                           | 171 647   | 43.60% | 141 502   | 35.94% | 29 021    | 7.37%  | 39 281  | 9.97%  | 3 112  | 0.79%  | 5 430  | 1.37% | 399 955   | 51.25% |
| Chocó                           | 30 119    | 26.14% | 49 966    | 42.98% | 3 742     | 3.32%  | 24 881  | 21.49% | 3 806  | 3.33%  | 2 138  | 1.85% | 119 762   | 38.76% |
| Consulados                      | 152 276   | 54.56% | 34 446    | 12.34% | 73 819    | 26.45% | 10 439  | 3.74%  | 4 290  | 1.54%  | 2 087  | 0.74% | 279 747   | 20.32% |
| Córdoba                         | 228 190   | 38.70% | 249 303   | 42.28% | 22 396    | 3.79%  | 66 728  | 11.31% | 10 448 | 1.77%  | 6 531  | 1.10% | 596 048   | 48.44% |
| Cundinamarca                    | 479 936   | 40.47% | 236 175   | 19.99% | 329 857   | 27.73% | 85 943  | 7.24%  | 20 545 | 1.73%  | 24 598 | 2.07% | 1 208 999 | 64.15% |
| Guainía                         | 3 872     | 40.92% | 2 126     | 22.47% | 1 218     | 12.87% | 1 840   | 19.39% | 185    | 1.95%  | 137    | 1.44% | 9 651     | 35.84% |
| Guaviare                        | 11 488    | 46.13% | 5 762     | 23.13% | 3 869     | 15.53% | 1 646   | 6.60%  | 927    | 3.72%  | 900    | 3.61% | 25 585    | 43.88% |
| Huila                           | 240 669   | 53.48% | 95 270    | 21.17% | 77 837    | 17.29% | 17 623  | 3.91%  | 7 155  | 1.59%  | 8 183  | 1.81% | 456 774   | 55.87% |
| La Guajira                      | 76 137    | 38.51% | 85 149    | 43.07% | 10 243    | 5.18%  | 18 010  | 9.11%  | 3 492  | 1.76%  | 2 575  | 1.30% | 201 440   | 34.62% |
| Magdalena                       | 161 863   | 38.47% | 142 945   | 33.97% | 28 233    | 6.71%  | 72 389  | 17.20% | 6 811  | 1.62%  | 5 451  | 1.29% | 426 222   | 45.30% |
| Meta                            | 211 322   | 49.36% | 75 945    | 17.73% | 101 987   | 23.82% | 21 473  | 5.01%  | 4 737  | 1.10%  | 8 576  | 2.00% | 437 197   | 61.72% |
| Nariño                          | 134 455   | 26.09% | 238 683   | 46.33% | 70 707    | 13.72% | 44 709  | 8.67%  | 10 455 | 2.02%  | 11 845 | 2.29% | 525 501   | 47.33% |
| Norte de Santander              | 377 152   | 61.00% | 56 848    | 9.19%  | 102 210   | 16.53% | 63 525  | 10.27% | 6 108  | 0.98%  | 7 688  | 1.24% | 626 355   | 54.18% |
| Putumayo                        | 23 136    | 22.81% | 60 520    | 59.68% | 9 788     | 9.65%  | 1 850   | 1.82%  | 2 973  | 2.93%  | 2 326  | 2.29% | 103 546   | 47.16% |
| Quindío                         | 109 631   | 41.92% | 30 412    | 11.66% | 98 078    | 37.57% | 11 923  | 4.55%  | 4 339  | 1.66%  | 4 755  | 1.82% | 265 928   | 56.83% |
| Risaralda                       | 177 523   | 40.38% | 54 185    | 12.49% | 165 882   | 37.98% | 20 705  | 4.76%  | 7 516  | 1.76%  | 7 836  | 1.80% | 445 148   | 57.03% |
| San Andrés y Providencia        | 5 691     | 44.71% | 2 361     | 18.55% | 1 986     | 15.60% | 1 507   | 11.84% | 655    | 5.14%  | 327    | 2.56% | 12 804    | 26.39% |
| Santander                       | 439 664   | 44.35% | 171 806   | 17.33% | 271 849   | 27.42% | 63 762  | 6.43%  | 17 250 | 1.74%  | 18 105 | 1.82% | 1 005 373 | 60.03% |
| Sucre                           | 129 004   | 37.00% | 154 208   | 44.23% | 12 041    | 3.45%  | 40 761  | 11.69% | 4 805  | 1.37%  | 3 369  | 0.96% | 352 817   | 51.89% |
| Tolima                          | 284 138   | 49.59% | 95 458    | 16.66% | 117 874   | 20.57% | 49 266  | 8.59%  | 11 775 | 2.05%  | 9 531  | 1.66% | 584 162   | 55.19% |
| Valle del Cauca                 | 527 622   | 29.97% | 485 867   | 27.80% | 502 367   | 28.60% | 137 373 | 7.85%  | 40 858 | 2.34%  | 40 851 | 2.33% | 1 781 961 | 51.25% |
| Vaupés                          | 1 013     | 15.09% | 2 514     | 37.47% | 553       | 8.24%  | 1 359   | 20.25% | 1 141  | 17.00% | 76     | 1.13% | 6 780     | 31.48% |
| Vichada                         | 8 466     | 53.68% | 3 244     | 20.57% | 1 513     | 9.59%  | 1 962   | 12.44% | 207    | 1.31%  | 198    | 1.25% | 15 977    | 32.97% |
| Fuente: El Tiempo Registraduría |           |        |           |        |           |        |         |        |        |        |        |       |           |        |

### Segunda vuelta
|  | 54,03 % |

|  | 41,77 % |

|  | 4,20 % |

#### Por departamento
| Departamento             | Duque     | Duque   | Petro     | Petro   | En Blanco | En Blanco | Total votos | Total votos |        |   |       |   |
| Departamento             | Ramírez   | Ramírez | Robledo   | Robledo | En Blanco | En Blanco | Total votos | Total votos |        |   |       |   |
| Departamento             | Votos     | %       | Votos     | %       | En Blanco | En Blanco | Total votos | Total votos | Votos  | % | Votos | % |
| ------------------------ | --------- | ------- | --------- | ------- | --------- | --------- | ----------- | ----------- | ------ | - | ----- | - |
| Departamento             | Amazonas  | 9 962   | 50.42%    | 9 324   | 47.19%    | 471       | 2.38%       | 19 974      | 42.89% |   |       |   |
| Antioquia                | 1 850 996 | 72.66%  | 556 685   | 21.85%  | 139 598   | 5.49%     | 2 586 802   | 54.72%      |        |   |       |   |
| Arauca                   | 59 591    | 64.94%  | 28 928    | 31.54%  | 3 215     | 3.51%     | 93 254      | 49.81%      |        |   |       |   |
| Atlántico                | 343 629   | 42.82%  | 440 975   | 54.96%  | 17 743    | 2.21%     | 806 500     | 43.16%      |        |   |       |   |
| Bogotá                   | 1 449 092 | 40.95%  | 1 889 050 | 53.38%  | 200 079   | 5.66%     | 3 572 698   | 62.64%      |        |   |       |   |
| Bolívar                  | 345 415   | 51.18%  | 316 670   | 46.92%  | 12 725    | 1.88%     | 679 726     | 43.83%      |        |   |       |   |
| Boyacá                   | 308 733   | 54.81%  | 233 755   | 41.50%  | 20 688    | 3.67%     | 572 874     | 60.65%      |        |   |       |   |
| Caldas                   | 285 846   | 65.85%  | 121 405   | 27.97%  | 26 918    | 6.22%     | 445 005     | 56.84%      |        |   |       |   |
| Caquetá                  | 79 689    | 62.17%  | 43 511    | 33.94%  | 4 965     | 3.87%     | 130 619     | 45.57%      |        |   |       |   |
| Casanare                 | 127 906   | 72.78%  | 41 559    | 23.64%  | 6 264     | 3.56%     | 178 628     | 64.68%      |        |   |       |   |
| Cauca                    | 160 137   | 32.10%  | 324 640   | 65.09%  | 13 937    | 2.80%     | 508 054     | 53.25%      |        |   |       |   |
| Cesar                    | 216 750   | 54.24%  | 174 175   | 43.58%  | 8 862     | 2.17%     | 404 826     | 51.87%      |        |   |       |   |
| Chocó                    | 46 472    | 39.19%  | 69 842    | 58.89%  | 2 315     | 1.96%     | 120 899     | 39.12%      |        |   |       |   |
| Consulados               | 180 995   | 69.91%  | 69 558    | 26.86%  | 8 340     | 3.22%     | 259 539     | 18.86%      |        |   |       |   |
| Córdoba                  | 310 231   | 50.16%  | 298 944   | 48.34%  | 9 234     | 1.49%     | 623 830     | 50.67%      |        |   |       |   |
| Cundinamarca             | 661 521   | 56.70%  | 450 382   | 38.60%  | 54 779    | 4.70%     | 1 190 460   | 63.17%      |        |   |       |   |
| Guainía                  | 5 873     | 57.06%  | 4 097     | 39.80%  | 322       | 3.12%     | 10 434      | 38.75%      |        |   |       |   |
| Guaviare                 | 15 755    | 58.35%  | 9 838     | 36.43%  | 1 407     | 5.21%     | 27 655      | 47.43%      |        |   |       |   |
| Huila                    | 296 245   | 64.71%  | 146 530   | 32.01%  | 14 964    | 3.26%     | 464 117     | 56.77%      |        |   |       |   |
| La Guajira               | 106 483   | 49.85%  | 103 547   | 48.48%  | 3 509     | 1.64%     | 215 913     | 37.11%      |        |   |       |   |
| Magdalena                | 226 136   | 51.83%  | 201 567   | 46.20%  | 8 548     | 1.95%     | 440 575     | 46.82%      |        |   |       |   |
| Meta                     | 264 513   | 63.95%  | 131 819   | 31.87%  | 17 247    | 4.17%     | 421 481     | 59.50%      |        |   |       |   |
| Nariño                   | 192 387   | 33.42%  | 368 143   | 63.96%  | 14 961    | 2.60%     | 583 079     | 52.52%      |        |   |       |   |
| Norte de Santander       | 486 004   | 77.89%  | 112 496   | 18.03%  | 25 433    | 4.07%     | 631 884     | 54.66%      |        |   |       |   |
| Putumayo                 | 30 912    | 27.85%  | 77 310    | 69.65%  | 2 755     | 2.48%     | 112 577     | 51.28%      |        |   |       |   |
| Quindío                  | 156 973   | 62.76%  | 78 071    | 31.21%  | 15 067    | 6.02%     | 256 389     | 54.80%      |        |   |       |   |
| Risaralda                | 257 267   | 61.57%  | 136 646   | 32.70%  | 23 913    | 5.72%     | 428 501     | 54.82%      |        |   |       |   |
| San Andrés y Providencia | 9 303     | 61.20%  | 5 282     | 34.75%  | 614       | 4.03%     | 15 301      | 31.53%      |        |   |       |   |
| Santander                | 591 714   | 60.30%  | 345 224   | 35.18%  | 44 208    | 4.50%     | 997 010     | 59.53%      |        |   |       |   |
| Sucre                    | 171 494   | 48.25%  | 180 053   | 50.51%  | 4 797     | 1.53%     | 357 962     | 52.65%      |        |   |       |   |
| Tolima                   | 380 945   | 66.02%  | 174 289   | 30.20%  | 21 857    | 3.79%     | 587 320     | 55.49%      |        |   |       |   |
| Valle del Cauca          | 746 819   | 43.66%  | 889 289   | 51.76%  | 78 248    | 4.57%     | 1 743 147   | 50.13%      |        |   |       |   |
| Vaupés                   | 3 094     | 38.73%  | 4 759     | 59.58%  | 134       | 1.67%     | 8 055       | 37.40%      |        |   |       |   |
| Vichada                  | 10 172    | 63.94%  | 5 304     | 33.34%  | 431       | 2.70%     | 16 080      | 33.18%      |        |   |       |   |